# Freznel
Freznel (Fresnel) – herb szlachecki.

## Opis herbu
Na tarczy czterodzielnej, w polach I i IV, w trzeciej części od góry czerwonej – lew złoty, w dolnej części – dwubarwne dzwonki w szachownicę (vair); w polach II i III złotych – dwugłowy orzeł czarny w koronie. Nad tarczą korona hrabiowska.

## Najwcześniejsze wzmianki
Indygenat z 1825 w Galicji dla generała austriackiego Ferdynanda Piotra de Hennequin et Curet.

## Herbowni
Jedna rodzina herbownych (herb własny):

Rodzina francuskiego pochodzenia hrabiów Fresnel de Hennequin et Curet z Szampanii.